# Museo de la Almoina

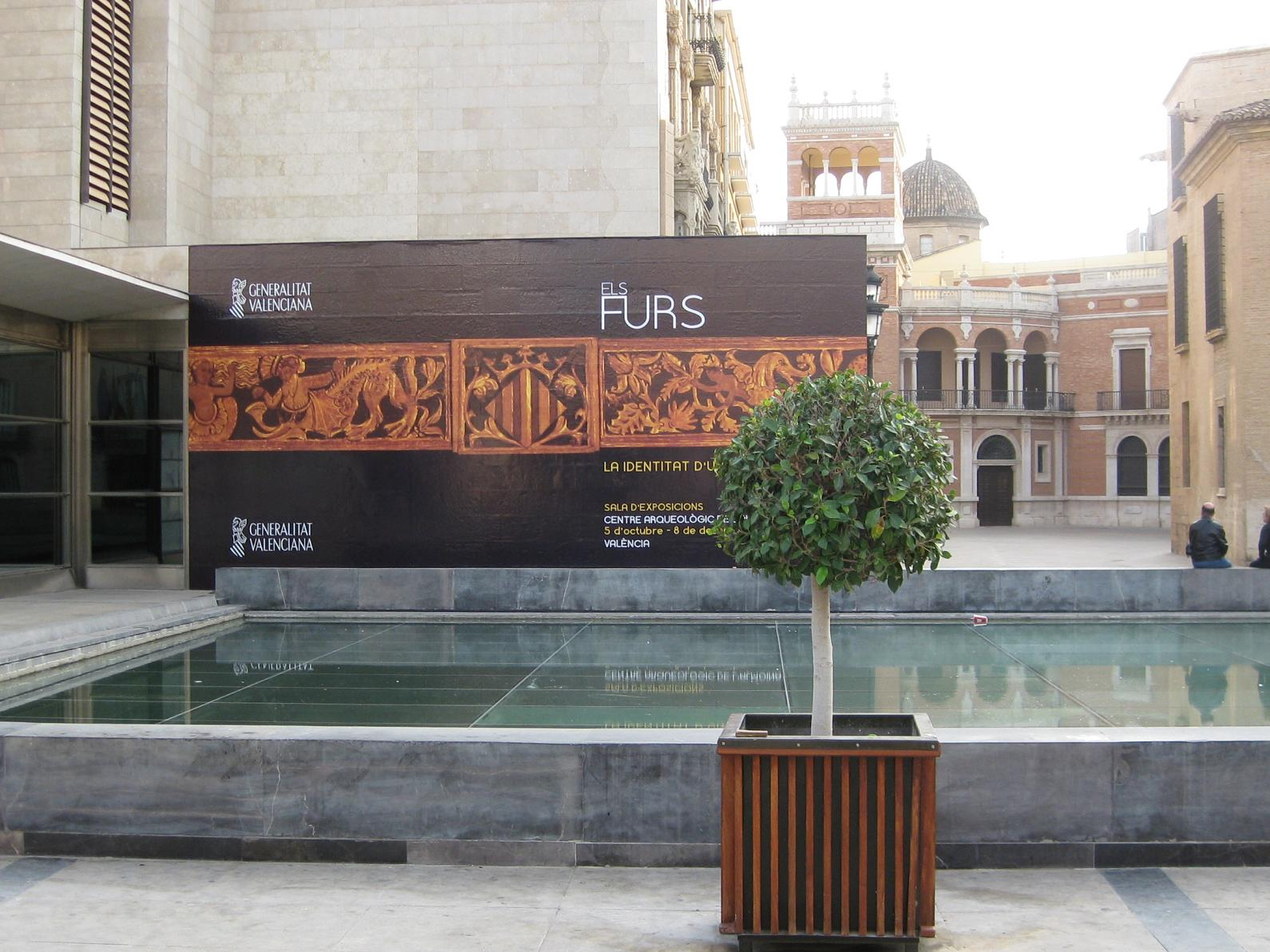
Acceso a La Almoina.

El Centro Arqueológico de l'Almoina es un museo arqueológico situado en la plaza de la Almoina, en el centro histórico de Valencia. Fue inaugurado  en 2007 y se encuentra situado en la antigua plaza romana de Décimo Junio Bruto. 

## Restos arqueológicos
Los restos arqueológicos salieron a la luz en el año 1985, tras la compra de esos terrenos por parte de la Basílica de la ciudad, en su proyecto de ampliación del edificio religioso. Proyecto que no podría llevarse a cabo debido, precisamente, a la paralización de las obras en el momento en que salieron los primeros restos arqueológicos. Tras la compra de dicho terreno por parte del Ayuntamiento de Valencia, ese mismo año comenzaron las intervenciones arqueológicas, que se llevarían a cabo hasta 2005. Tras un estudio pormenorizado, el conjunto se pondría en valor, convertido en Museo Arqueológico e inaugurado por la alcaldesa Rita Barberá en 2007.
El Museo alberga los restos sacados durante las excavaciones, tanto restos constructivos como elementos de cultura material, pertenecientes a varios edificios monumentales datados en diferentes épocas, inscripciones, elementos arquitectónicos sueltos, más de mil monedas y más de quinientos restos de cerámica, entre otros.

## Época republicana

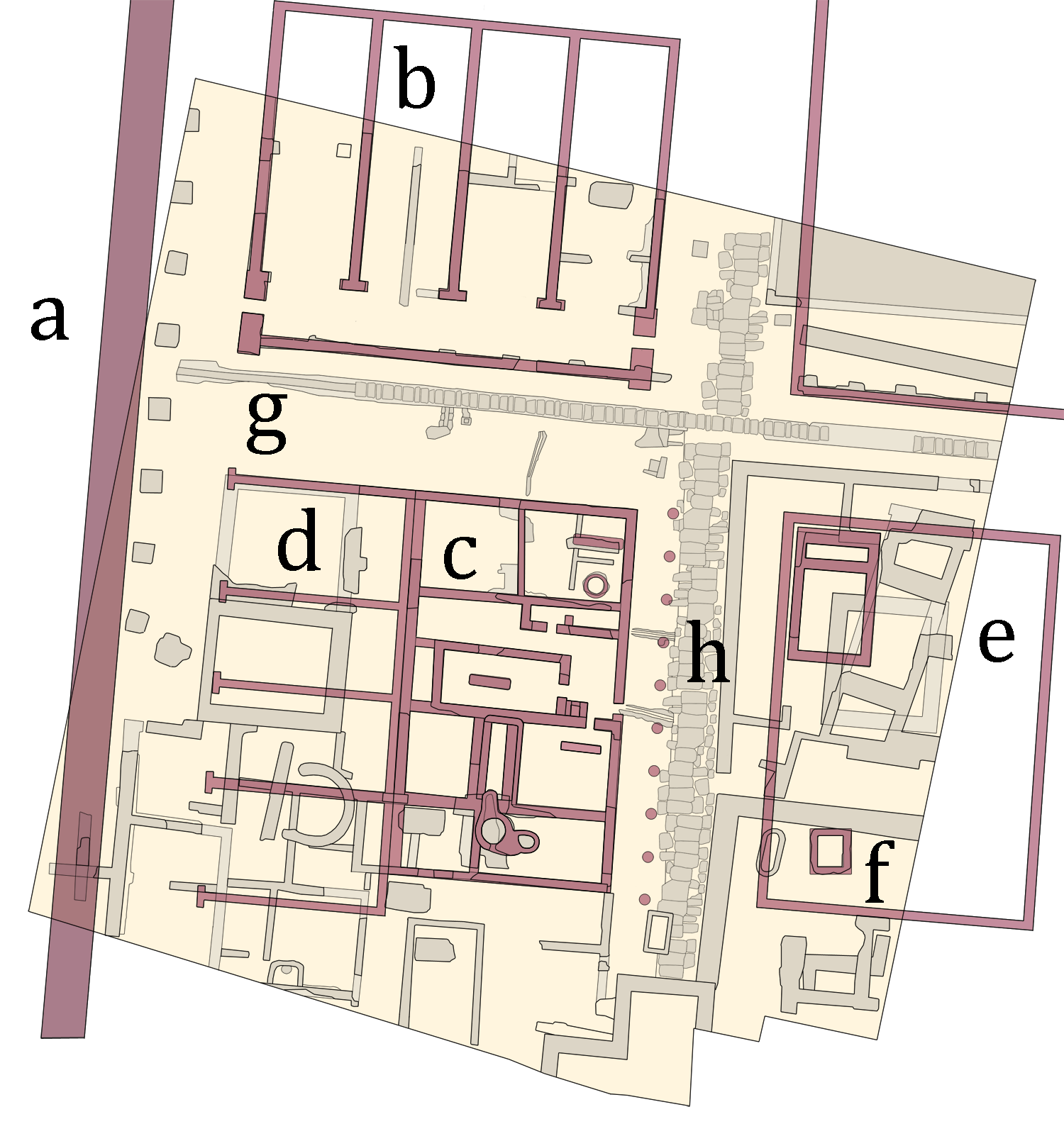
Plano de los restos romanos republicanos.
a. Forum, b. Horreum, c. Thermae, d. Macellum, e. Asklepieion, f. Pozo fundacional, g. Decumani, h. Cardus.

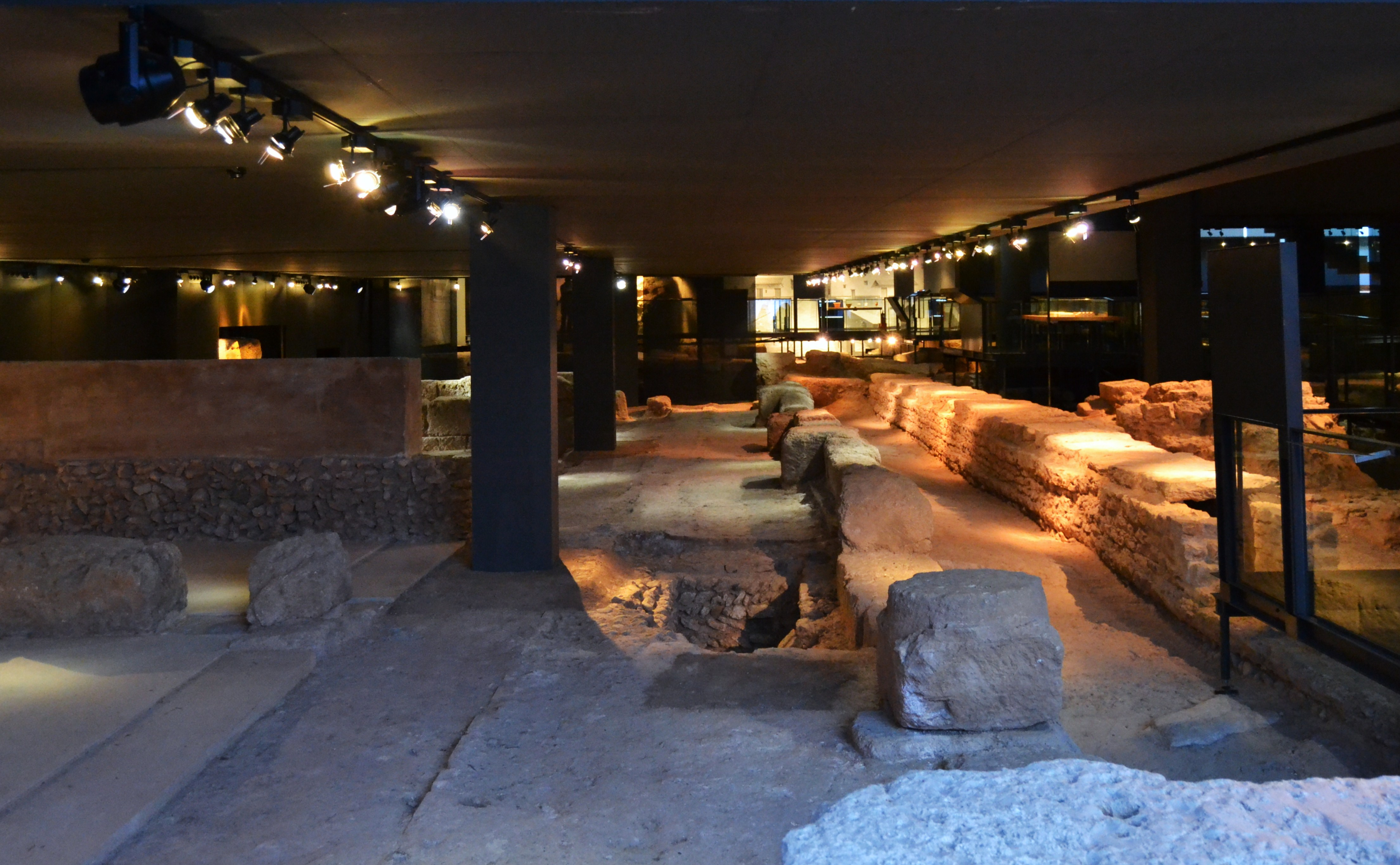
Vista del Horreum.

Es en este mismo lugar donde, en época tardo republicana romana, en 138 a. C., se fundó la ciudad romana de Valentia Edetanorum con su rito de fundación asociado. El punto estaría muy cerca del cruce entre el cardo y el decumano máximo, las dos vías de comunicación principales que cruzaban la ciudad de E-O y de N-S. Aquí, se ha encontrado un pozo relleno con los restos de una probable ofrenda ritual. El motivo de dicho depósito fue, probablemente, la construcción de esas dos mismas calles principales. 
En el pozo, cuya profundidad es de 3,29 m, se hallaron piezas cerámicas como ollas, cazuelas, morteros, vajilla de mesa y recipientes destinados a contener vino, aceite, salsa de pescado y, tal vez, cerveza. Junto a este lote cerámico se encontraron numerosos huesos de animales jóvenes, de una edad inferior a un año, entre los cuales había cerdo, toro, oveja, cabra y gallo. Al final del banquete ritual fueron arrojados al fondo del pozo y se procedió a la cremación y a su cubrición con una potente capa de tierra, pues los objetos que se usaban en estas prácticas religiosas debían ser retirados rápidamente al ser considerados algo impuro para los humanos por haber estado en contacto con la divinidad.
Se sabe que los primeros habitantes de la ciudad eran antiguos soldados de las guerras contra Viriato, itálicos procedentes del sur y centro de la península italiana, tanto por sus costumbres funerarias y rituales, como por sus costumbres cotidianas. Otorgar tierras a estos veteranos era un modo de control y defensa del territorio, además del establecimiento de una cabeza de puente en Hispania para futuras conquistas de la península. 
La nueva ciudad se creó en un lugar despoblado que más tarde se convertiría en un cruce de caminos. Los canales fluviales que la rodeaban facilitaban la defensa, el suministro de agua y las comunicaciones marítimas. De esta época se han identificado unas termas, un hórreo, varios edificios públicos y la trama principal viaria ya comentada (cardus y decumanus maximus), todos estos que se pueden ver en el museo. También se tiene constancia de una piscina que formaba parte del santuario del culto a las divinidades acuáticas, datada en el siglo II a. C., tal vez a Asclepios. Al oeste estaría el edificio termal y diversas tabernae con funciones administrativas; mientras que en la parte norte, estaría un horreum o granero. 
El hórreo, cuya parte posterior puede visitarse en este museo, era un edificio público donde se guardaban las cosechas de cereales y otros productos de primera necesidad, de tal manera que el abastecimiento de la ciudad estuviera garantizado. Por eso estaba situado en un lugar céntrico, junto al foro, bien vigilado y de cómodo acceso. El hórreo de Valentia era un edificio de grandes dimensiones, construido con grandes sillares de arenisca. Medía 24 m de lado y ocupaba una insula o manzana completa. Los restos que podemos ver en el Museo de l’Almoina sólo son una parte de lo que fue este gran edificio, consistente en cuatro grandes naves. 
Las termas que podemos visitar son las más antiguas en toda la península ibérica. Ya en época imperial serían reformadas y ampliadas, pero su importancia radica precisamente en estas primitivas, más sencillas y de menores dimensiones, pero ya realizadas en piedra y con materiales duraderos. Las habitaciones de uso público estaban pavimentadas con losetas cerámicas en forma de escama. Los bancos exentos serían para los masajes corporales con aceite y ungüentos que luego se eliminaban con el estrígile. Mientras que el agua procedía del pozo que se encuentra en la parte norte.
Valentia fue destruida por el general Pompeyo en 75 a. C., en el marco de las guerras Sertorianas en Hispania. Después de esto, la ciudad quedó destruida y fue abandonada. La arqueología en l’Almoina ha constatado esta destrucción bélica, ya presente en las fuentes antiguas, incluso por el hallazgo de hasta 17 esqueletos de soldados ejecutados, acompañados de numerosas armas.

## Época imperial

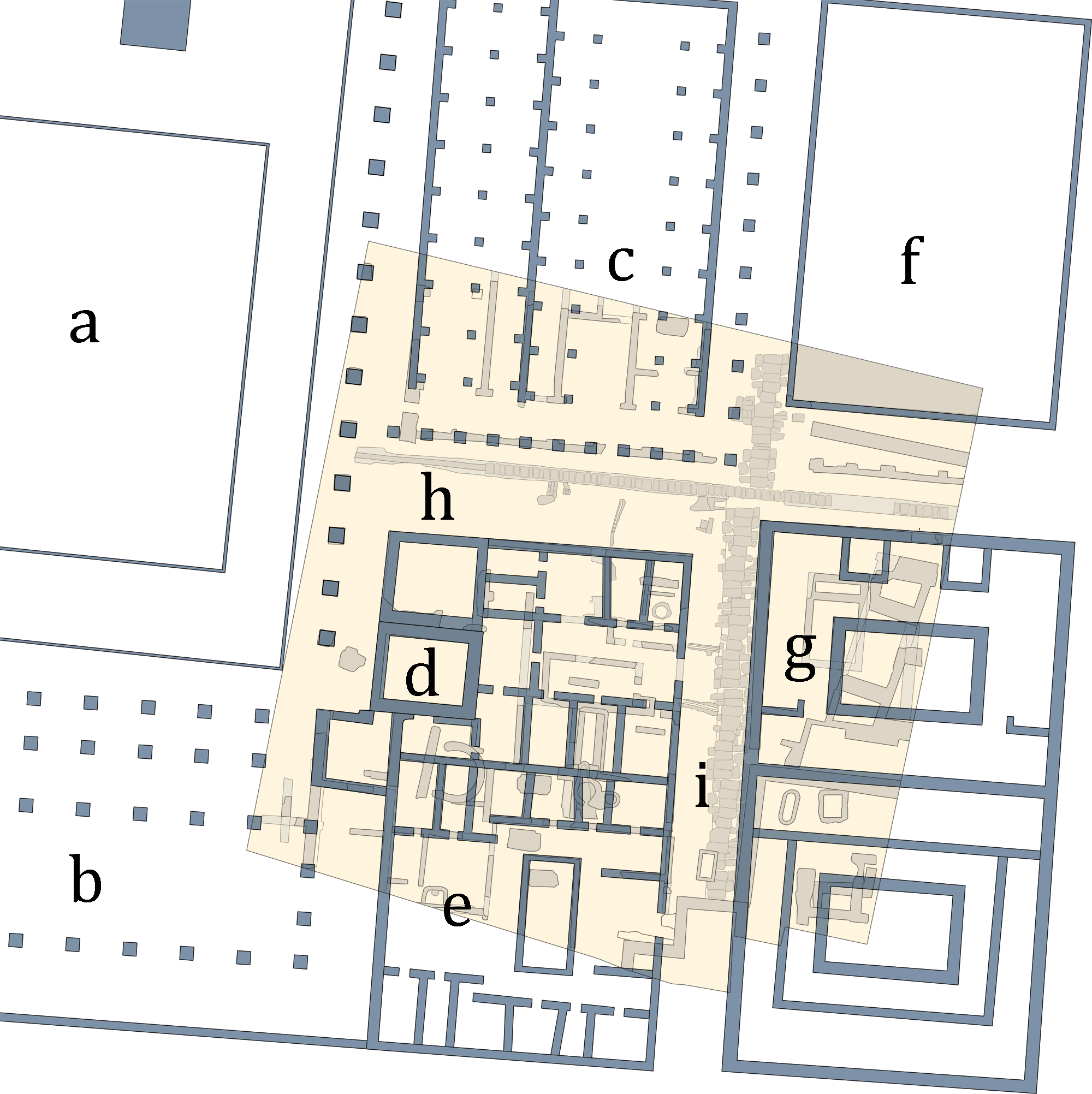
Plano de los restos romanos imperiales.
a. Forum, b. Basilica, c. Horreum, d. Curia, e. Colegium, f. Plaza, g. Asklepieion, h. Decumani, i. Cardus.

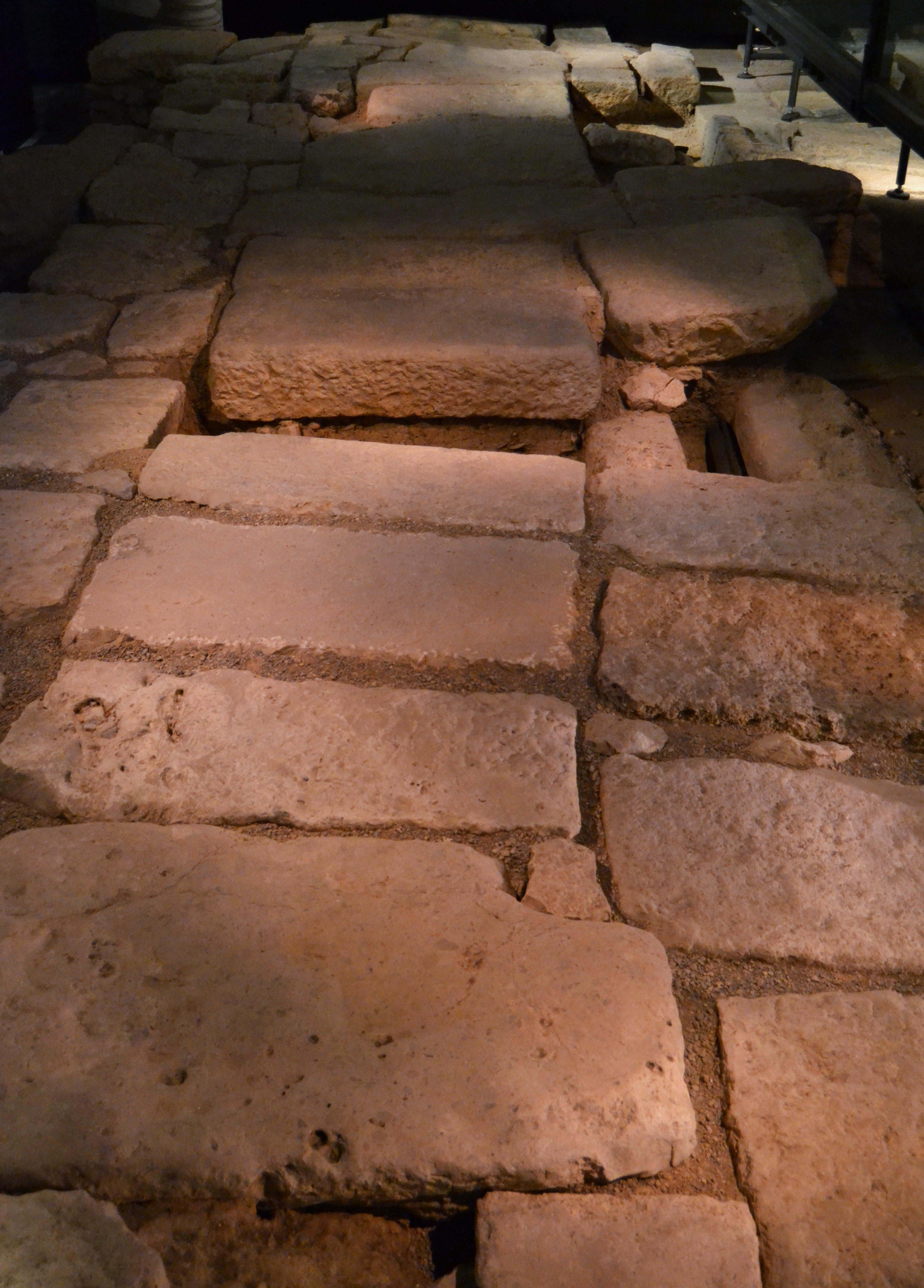
Cardus.

Al final del reinado de Augusto, en un momento indeterminado entre el 5 a. C. y el 5 d. C., dentro de la política urbanística del primer emperador que afectó a toda la geografía del Imperio, parecen detectarse nuevamente signos de presencia humana (restos de animales y piezas de cerámica de terra sigillata itálica). La refundación se realizó, igualmente, con un gran banquete ritual de carácter colectivo, donde se arrojó toda la vajilla y los restos de alimentos al antiguo pozo del santuario del culto a las aguas, en cuya sala además de dicho pozo, podemos ver restos de cerámica sigillata, cerámica común y lucernas, datado todo en el siglo I d. C.
A lo largo del Imperio romano, Valentia, ya con categoría jurídica de colonia romana, alcanzó un grado de equipamiento urbanístico, entre los que destaca el circo, que la convirtieron, junto con Sagunto, en el principal núcleo urbano de la región. Así, de esta época tenemos conservado en l’Almoina el foro, la basílica, el ninfeo, la curia.
Una de las construcciones romanas más importantes eran las vías o carreteras, puesto que representaba un control administrativo para el Imperio, mayores posibilidades económicas para facilitar el transporte y el comercio; y, sobre todo, un rápido desplazamiento para las legiones. Así, la construcción de la Via Augusta en el siglo I d. C., la arteria principal de comunicación hispánica que conducía desde Gades (Cádiz) a Roma, cruzando toda la Península por su lado este, coincidía con el cardo máximo en su paso por Valentia. Hoy en día, se ha convertido en la calle del Salvador. Está pavimentada con grandes losas, por debajo de las cuales discurría la cloaca principal. El decumanus maximus era la vía de acceso al foro y hacia el este conducía al circo.
El foro que hoy podemos ver en el Museo y que está justo bajo la plaza de l’Almoina data ya del inicio de la época imperial, en el siglo I d. C. ., el cual era el elemento principal del paisaje urbano. Era una gran plaza pública donde se desarrollaba la vida religiosa, comercial, política y jurídica de la ciudad. También era donde se situaban los edificios públicos vinculados al gobierno municipal, se levaban estatuas de los benefactores y se erigían templos a los dioses. El foro de Valentia tenía una superficie aproximada de 6.900 m², era una gran plaza rectangular delimitada por pórticos a los que se accedía por una escalinata. Estaba presidido por un templo situado en uno de los lados cortos de la plaza y era a lo largo del porticado donde se abrían los diferentes edificios públicos, como la Curia (cuya planta entera también ha quedado conservada) o la basílica. 
El ninfeo de época imperial, por su parte, se levantaría donde en otro tiempo se encontraba el santuario de culto a las aguas. Era una gran fuente pública consagrada en su origen a las Ninfas, divinidades acuáticas, incorporando con posterioridad una compleja fachada monumental que contribuía al ornato de la ciudad. El agua fluía constantemente por diversos caños que la vertían en una pileta estrecha y alargada de donde se podía recoger.
La Curia, igualmente, data del siglo I d. C. Era el edificio donde tenía la sede el senado de la ciudad, motivo por el cual ocupaba un lugar privilegiado en el conjunto del foro y presentaba una cuidada arquitectura. La planta era cuadrangular, construido con un zócalo de grandes sillares de piedra caliza. Sobre dicho zócalo, se levantaban los muros de hormigón revestidos probablemente con placas de mármol. El pavimento era de opus signinum (una mezcla de mortero y cerámica machacada). Junto a la Curia se encontró un edificio similar, muy mal conservado, y que se ha interpretado como una segunda curia, atendiendo a que Valentia contaba con un doble senado, los veterani y los vetera. Junto a la Curia, hay varios restos de pedestales o inscripciones datados entre los siglos I-II d. C.
Por su parte, la basílica era un suntuoso edificio público dedicado a las transacciones comerciales y a la administración de justicia; también se utilizaba como lugar de reunión de los ciudadanos, para tratar asuntos comunes. Igualmente, ocupaba un lugar preferente dentro del foro. Era un edificio de planta rectangular de tres naves separadas por columnas, siendo la central la más ancha y más alta, dotando así a las anteriores de mejor iluminación. La basílica tenía una sala llamada Aedes Augusti, utilizada como tribunal de justicia y presidida por la estatua del emperador Augusto. También hay un pedestal dedicado a la diosa Fortuna, y otro al veterano Valentini.

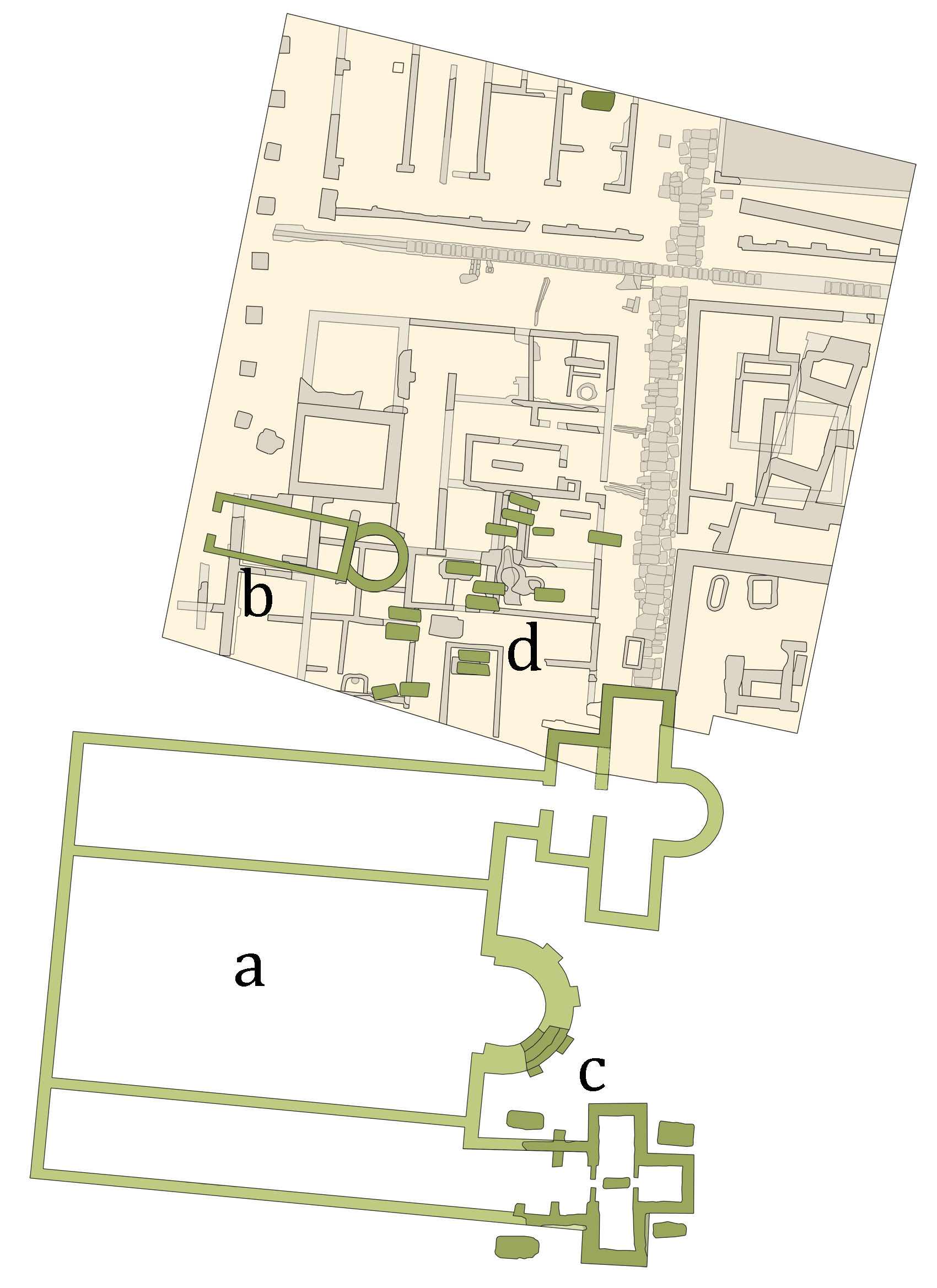
Plano de los restos visigodos.
a. Catedral, b. Ábside, c. Capilla (Cripta de San Vicente), d. Cementerio.

Los restos de la factoría encontrados en el solar, en cambio, pertenecen ya a época alto-imperial, en el siglo III d. C. Era un edificio destinado a la elaboración de productos alimenticios a pequeña escala. Su fachada principal recaía al cardo máximo y sus estancias se articulaban alrededor de un patio descubierto, en cuyo centro había una balsa. En la gran habitación situada al oeste del patio central, encontramos una estructura destinada al prensado. Sobre su pavimentado, aplastadas por el derrumbe del edificio, se encontraron ánforas de diferente procedencia y contenido (aceite, vino y garum). Una de las estancias, la situada debajo del ábside, se ha identificado con una prisión y, más concretamente, con la que acogería al martirio de San Vicente. Esta pequeña factoría quizá estuviera vinculada con la producción y envasado de algún producto relacionado con el martirio y la posterior cristianización del lugar.

## Alta Edad Media

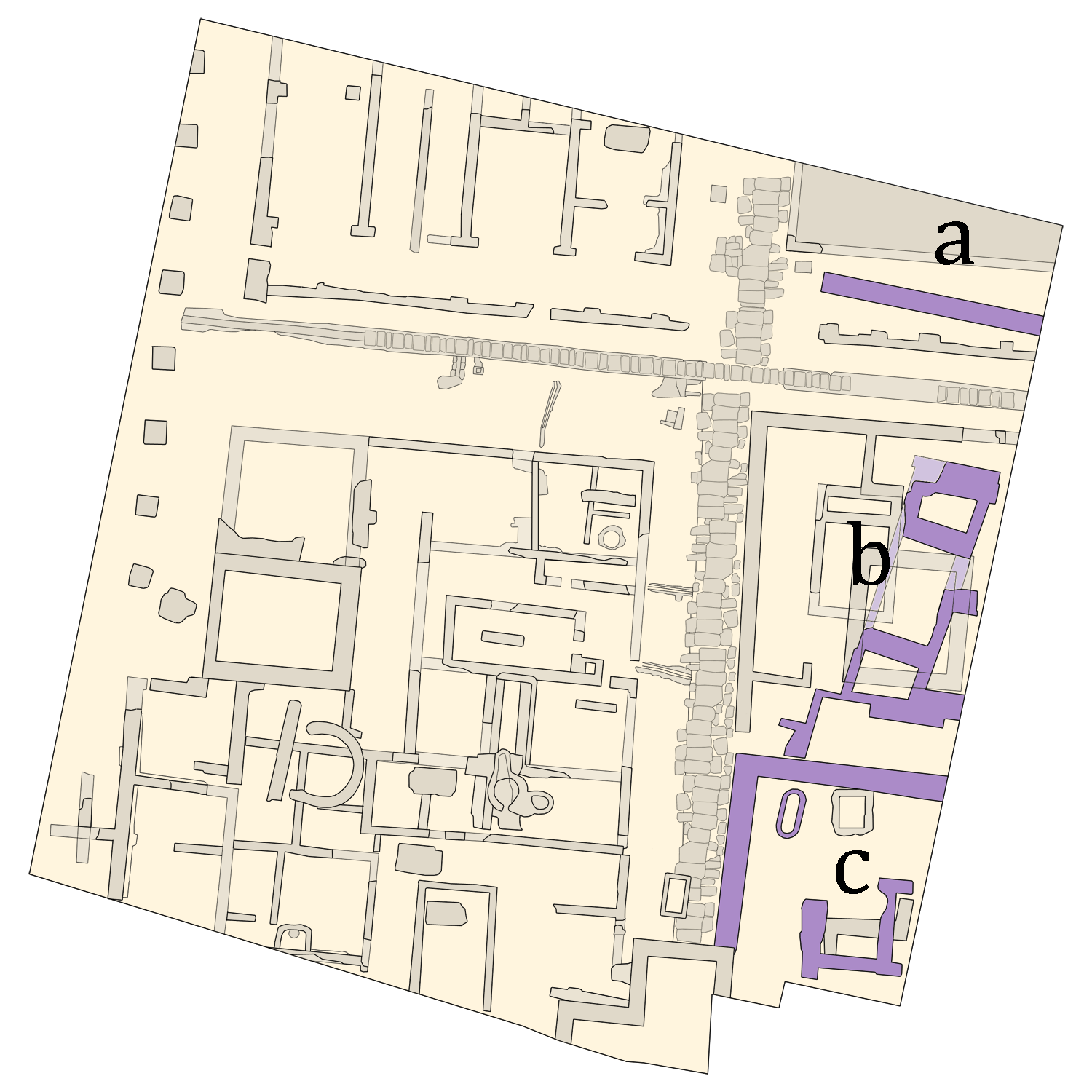
Plano de los restos medievales andalusíes.
a. Muro de gran grosor, b. Frente de la muralla del alcázar. c. Patio con pozo.

Tras la caída del Imperio romano en el siglo V, el gobierno de Valentia pasó a formar parte de los visigodos. Durante esta etapa, a pesar de que todavía se mantiene buena parte de la rectilínea trama urbana de época romana y muchos de sus sólidos edificios, el aspecto de la ciudad visigoda está delimitado por la impronta cristiana, que es el principal dinamizador urbanístico. En l’Almoina, zona principal de la ciudad, el antiguo foro y su entorno se ha convertido en el conjunto episcopal, presidido por una gran catedral, rodeado de iglesias, palacios, cementerios y antiguos edificios romanos todavía en pie, que conforman lo que sería la vía principal de la ciudad. Para demostrarlo, el Museo nos presenta un enterramiento doble visigodo, formado por una pareja con sus respectivas piezas de ajuar: un anillo de oro, tres hebillas de cinturón, dos pequeños objetos cerámicos y otros dos de vidrio soplado.
Han quedado así los restos del baptisterio de mediados del siglo VI, justo debajo del actual. Es el edificio funerario conocido como “cárcel de San Vicente”, que además forma parte de otro museo de la ciudad de Valencia. Eran los anexos situados al norte y al sur, respectivamente, de la cabecera de la catedral de la Valentia visigoda. Presentaba probablemente una planta cruciforme y fue construido por potentes muros de sillares romanos. En el muro norte se observa un canal de evacuación de aguas con pendiente descendiente hacia la calle, donde a través de una especie de fuente o pequeña balsa, los fieles cristianos recogían el agua bendecida. 
Según la tradición, a principios del siglo IV el diácono Vicente fue martirizado en Valencia. Desde esta fecha el santo fue objeto de especial veneración por la comunidad cristiana. Sobre los escombros de la cárcel, donde se supone que sufrió martirio, se levantó un ábside en el siglo VII, con forma de herradura, el cual es el único testimonio que nos queda de este edificio, quizá una pequeña iglesia, que precisamente conmemoraba este lugar como sagrado. Su entorno sería usado como cementerio en los siguientes siglos.
A pesar de todo, durante esta época alto medieval la ciudad de Valentia estaría prácticamente despoblada, a pesar de que sobreviviera como núcleo urbano por ser sede episcopal. Pero no sería hasta la época árabe cuando tendría una nueva dinamización urbanística, del que queda constancia en la zona de excavación que nos ocupa de una parte de la muralla islámica, perteneciente al alcázar del siglo XI, junto a la trama viaria romana; además de diversos elementos también de la cultura material.

## Baja Edad Media

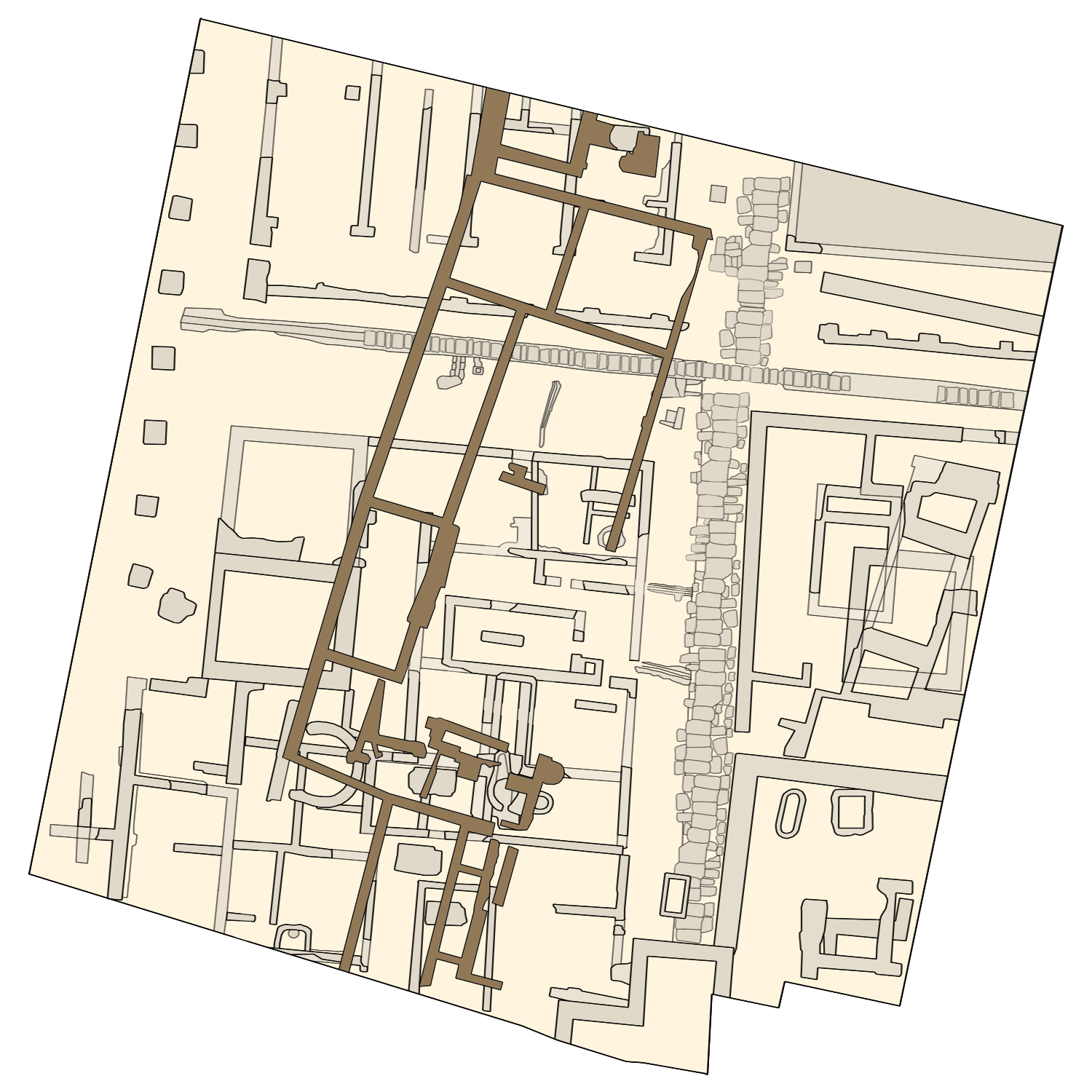
Plano de los restos del edificio de la almoina medieval sobre el yacimiento.

Sin embargo, sería ya a partir de época cristiana, durante el Reino de Valencia, cuando el lugar tomaría el nombre que sigue recibiendo hoy en día. En 1303, el obispo de la ciudad Ramón Despont, fundó la  Almoina (que significa “limosna” en valenciano”) de la catedral de Valencia, conocida popularmente como Almoina d’en Conesa. Era una institución benéfica dedicada a la manutención de personas sin recursos. En 1314 se trasladó su sede a la casa que Bernat Desclapers poseía en las inmediaciones de la catedral. Allí se suministraban alimentos a los pobres que, posteriormente, aún en el siglo XIV, se substituyeron por la entrega de “cinch diners” a cada persona. A partir de mediados del XIV, la sala destinada a los menesterosos se usó como escuela de gramática y teología. El edificio tuvo otras funciones, entre ellas cárcel de refugiados acogidos a la inmunidad eclesiástica, al menos entre los siglos XVII-XVIII. Su estrecha fachada daba a la plaza de l’Almoina, a la cual dio nombre, y la trasera a la calle de Almudín. El edificio fue derribado en el siglo XIX. 
La excavación fue recuperando la planta del edificio, con una única nave, que recorría el solar de norte a sur, con diversos contrafuertes y apoyos para los arcos. Además, también se encontraron numerosos restos de cerámica, datados a partir del siglo XIV.